# Komet NEAT 22
Komet NEAT 22 ali 169P/NEAT je periodični komet z obhodno dobo približno 4,2 let. Komet pripada Jupitrovi družini kometov. Komet je tudi blizuzemeljsko telo (Near Earth Object ali NEO).

## Odkritje
Komet so odkrili 15. marca 2002 v okviru programa NEAT kot asteroid, ki so mu dali začasno oznako 2002 EX12. V juliju 2005 so opazili aktivnost, ki je značilna za komete.

## Značilnosti
7. avgusta 2005 se je komet približal Zemlji na razdaljo samo 0,148 a.e.. Okrog svoje osi se zavrti v 8,37 urah .